# Twiningia scrupulosus
Twiningia scrupulosus är en insektsart som beskrevs av Ball 1902. Twiningia scrupulosus ingår i släktet Twiningia och familjen dvärgstritar. Inga underarter finns listade i Catalogue of Life.